# Syn polka
Syn polka (Сын полка) è un film del 1946 diretto da Vasilij Markelovič Pronin.